# Недельчо Матушев
Недельчо Стоянов Матушев (болг. Неделчо Стоянов Матушев; нар. 14 лютого 1962, Кирджалі, Болгарія) — болгарський футболіст та тренер, виступав на позиції захисника. Більшу частину кар'єри гравця провів у «Нафтохіміку» (Бургас). В Україні відомий завдяки роботі в тренерському штабі Ніколая Костова у львівських «Карпат» та кам'янській «Сталі».

## Кар'єра гравця
Професіональну кар'єру розпочав 1980 року в «Славії» (Софія), в якій провів два сезони. Після цього переїхав до Бургаса і зараз вважається однією з легенд місцевого «Нафтохіміка». З вище вказаним клубом потрапив до фіналу Кубку Федерації, але Нефтохімік у ньому програв. Захищав кольори команди до завершення кар'єри в 1994 році. За період з 1982 по 1994 рік двічі переривав свої виступи в «Нафтохіміку», коли грав за «Спартак» Пловдив (1988—1989) та «Розову долину» (1990—1991).

## Кар'єра тренера
По завершенні кар'єри гравця розпочав тренерську діяльність. Кар'єру тренера розпочав 1995 року в «Нафтохіміку» (Бургас), де допомогав тренувати першу команду та очолив молодіжний склад. Потім працював тренером у головній та молодіжній командах «Чорноморця» (Бургас). З 1998 по 2000 рік тренував юнацькі команди «Нафтохіміка» (Бургас). У 2000 році очолив «Несебир», а в 2001 році — «Нафтохімік» (Бургас). У 2002 році проходив 2-тижневе стажування в іспанському «Реал Сосьєдаді», а в 2003 році — в празькій «Славії». З 2006 року — головний тренер «Спартака» (Варна). У 2008 році виїздить до Вірменії де очолює «Бананц». Разом з командою стає срібним призером Прем'єр-ліги та фіналістом національного кубку. У 2010 році повертається на батьківщину, де працює головним тренером у клубах «Локомотив» (Пловдив) та «Черноморець» (Поморіє).
У серпні 2012 року Матушев переїхав в Україну й почав працювати в одному з найпопулярніших клубів західного регіону — львівських «Карпатах». Увійшов до штабу Ніколая Костова й працював тренером першої команди. «Зелено-білі» почали грати набагато краще та агресивніше, але наприкінці сезону всі працівники штабу вирішили піти через внутрішні клубні проблеми. Після цього повертається в Болгарію, де працює головним тренером клубів «Локомотив» (Пловдив), «Чорноморець» (Бургас) та Пирин (Благоєвград). У 2017 році займав посаду спортивного директора в бургаському «Чорноморцю». 28 червня 2017 року Ніколай Костов очолив кам'янську «Сталь» та покликав до свого штабу Недельчо Матушева. 22 червня 2018 року разом з Ніколаєм Костовим й іншими працівниками тренерського штабу залишив «сталеварів». У 2019 році очолював «Спартак» (Варну). У жовтні 2019 року приєднався до тренерського штабу Георгія Дерменджиєва, ставши помічником головного тренера збірної Болгарії.
Намагається в своїй роботі залучати новітні та найсучасніші футбольні теорії та практики. Не боїться використовувати молодих гравців і працювати з ними індивідуально. Підготував для національної збірної Болгарії Благоя Георгієва, Владимира Гаджева, Георгі Чилікова, Стойко Сакалієва, Івеліна Попова («Кубань» Краснодар), Ніколая Димитрова («Касимпаша»), Валерія Домовчийського («Герта») та Владислава Стоянова («Шериф»). Працював з вище вказаними гравцями в юнацькій (U-19) та молодіжних збірних Болгарії.

## Освіта
Володіє ліцензією UEFA Pro та ступенем магістра футболу в Національній академії спорту.

## Досягнення

### Як тренера
- Друга ліга Болгарії
  -  Чемпіон (1): 1996

«Нафтохімік» (Бургас)
- Кубок Болгарії U-16
  -  Володар (1): 2000

молодіжна збірна Болгарії
- Teju Cup
  -  Володар (1): 2005
- LG Cup
  -  Фіналіст (1): 2006

«Бананц»
- Прем'єр-ліга Вірменії
  -  Чемпіон (1): 2008
- Кубок Вірменії
  -  Фіналіст (1): 2008